# Zámeček Pachtů z Rájova
Zámeček Pachtů z Rájova je rokoková stavba stojící v Jablonném v Podještědí v okrese Liberec. Stojí poblíž středu města v ulici Zdislavy z Lemberka č. 335. Po rekonstrukci objekt s pestrou minulostí slouží kulturním potřebám města, je chráněnou kulturní památkou.

## Historie

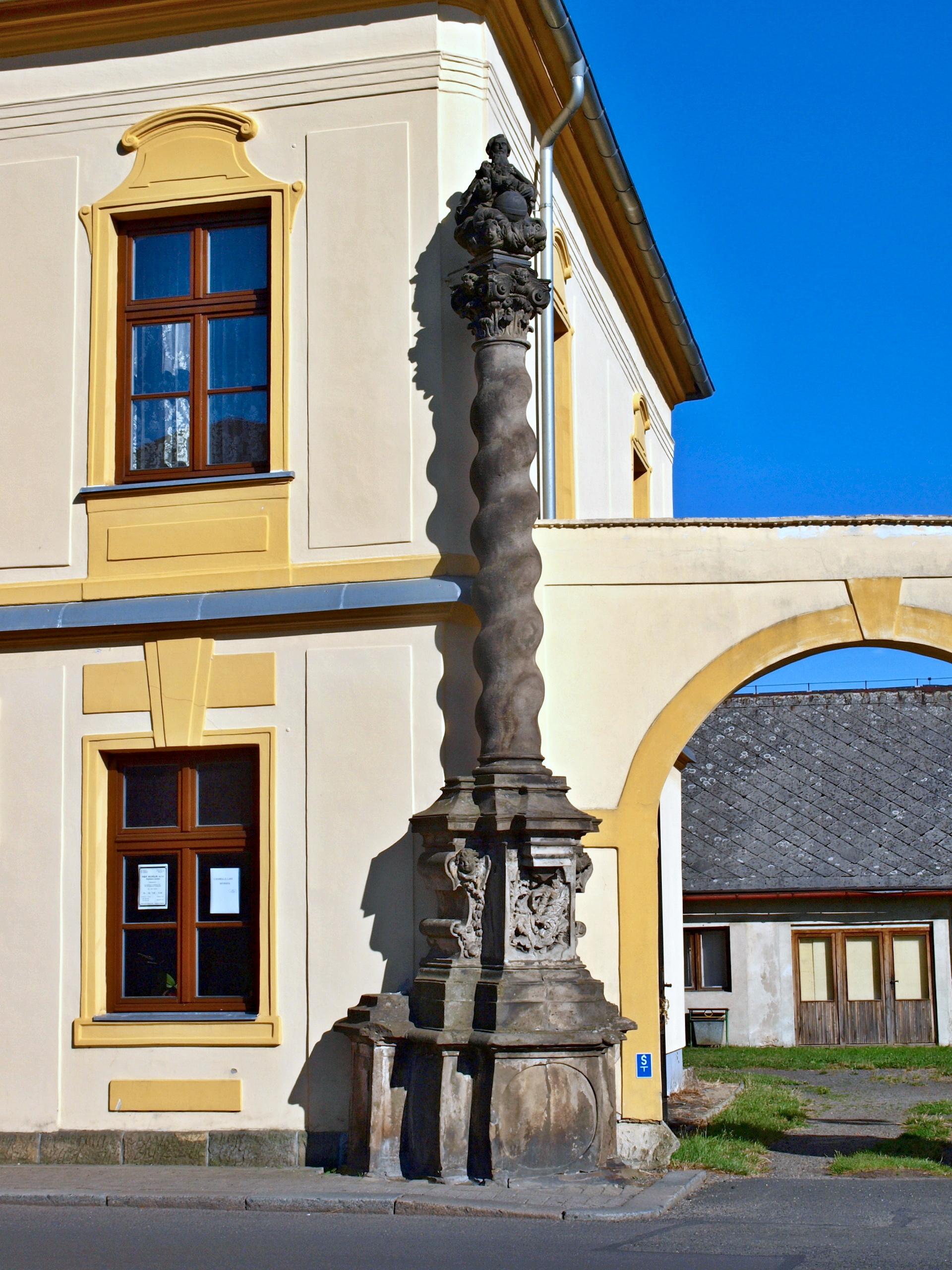
Barokní sloup

Lovecký zámeček nechal ve 2. čtvrtině 18. století postavit hrabě Jan Jáchym Pachta z Rájova z rodu Pachtů z Rájova jako sídlo hraběcího nadlesního a pro potřeby při lovu.

### Poštovský úřad
Pro svoji polohu byl 17. července 1737 vybrán jako jedna ze stanic jízdní pošty mezi Jablonným a Žitavou a prvním poštmistrem jmenován Jan Christoph Koch. V roce 1747 obnovila Marie Terezie městská práva a roku 1751 je Jablonné uváděno jako Poštovní stanice na trase spojující Prahu se Žitavou a Zhořelcem. Dne 5. května 1758 byl druhým poštmistrem jmenován František Ferdinand Feuereisen, jenž tento úřad získal dědičně. Po jeho smrti roku 1792 byl do úřadu jmenován jeho syn Václav Feuereisen, tentokrát jako c. k. poštmistr a spadaly pod něj filiálky v Jablonném a Liberci. Roku 1823 pak úřad převzal Jan Ferdinand Feuereisen, který roku 1852 zámeček i dědičné právo prodal Josefu Schmiedovi (úřad zastával do roku 1855). Jeho nástupce se stal František Hanzel, po jehož smrti v roce 1896 zámeček zdědila jeho dcera, manželka vrchního soudního rady Adolfa Kleina. Poslední poštmistr na zámečku byl do roku 1897 František Clar, poté došlo k přesunutí úřadu do budovy současné pošty.

### Další využití
V budově zůstalo sídlo Okresní hospodářské záložny a četnické stanice. Po roce 1948 zde byla umístěna mateřská školka, po roce 1973 pak sloužila pro děti k mimoškolním aktivitám. Později tu byla pobočka České spořitelny, kontaktní místo a Ekoporadna Orsej (vše v patře).

### Současnost

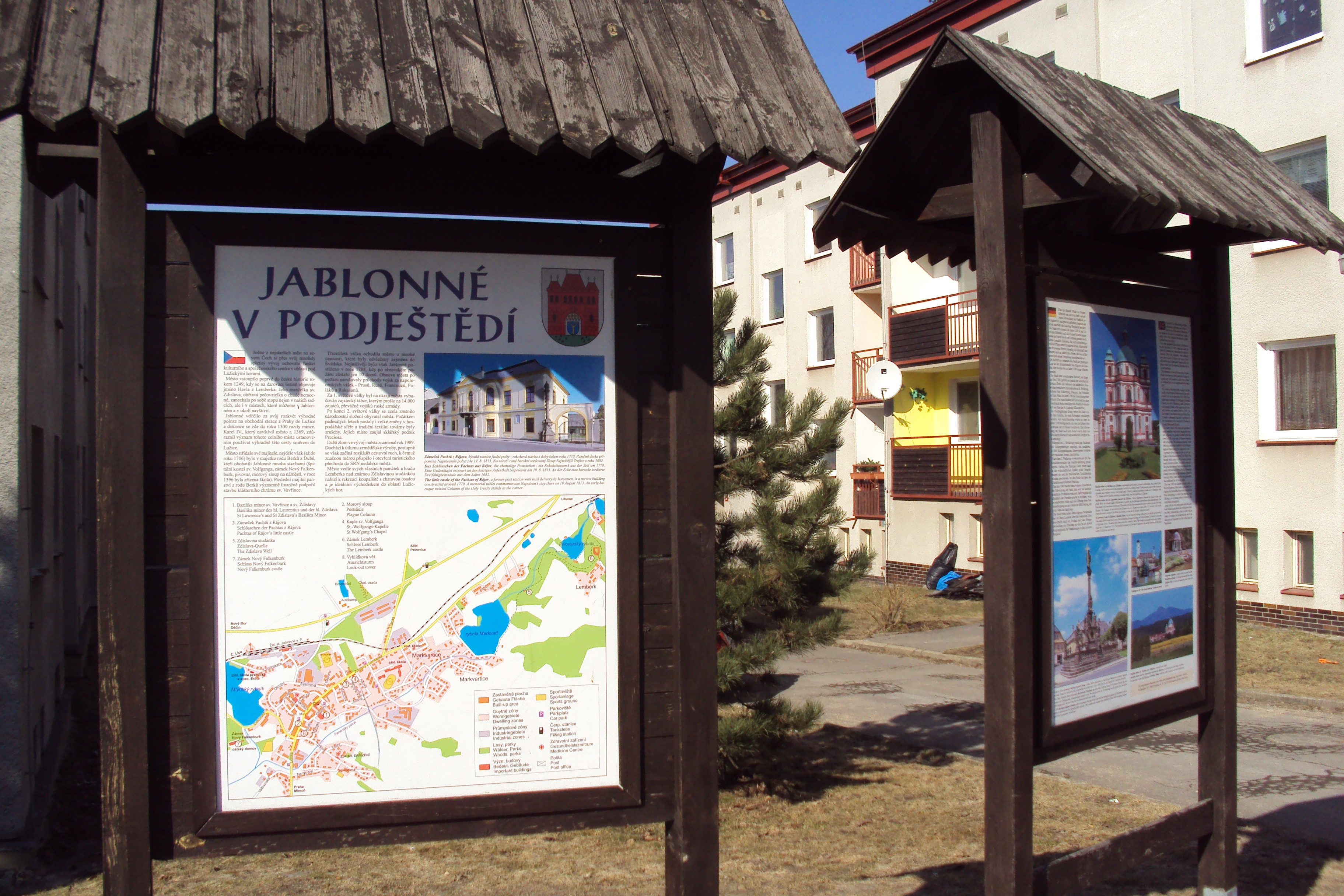
Infodeska s fotkou a historií zámečku

V současné době jej vlastní město a po rekonstrukci slouží k příležitostným výstavám, koncertům či ke schůzkám městských spolků, v přízemí je cukrárna.

## Zajímavosti
Zámeček se opakovaně stal místem historického významu. Při své inspekční cestě se zde zastavil císař Josef II. Velitel pandurů, František baron Trenck zde měl svůj hlavní stan. Napoleonův maršál Josef Antonín kníže Poniatowský zde byl hostem a v srpnu roku 1813 se zde zastavil i Napoleon Bonaparte. Jeho dalším cílem pak byla bitva u Lipska.  V blízkosti zámečku se nachází bývalá špitální kaple svatého Wolfganga.